# Sant'Agostino (metrostation)
Sant'Agostino is een metrostation in de Italiaanse stad Milaan dat werd geopend op 30 oktober 1983 en wordt bediend door lijn 2 van de metro van Milaan.

## Geschiedenis
In het metroplan van 1952 volgde het zuidelijke deel van lijn 3 een tracé vlak ten zuiden van het gerealiseerde station. Lijn 2 zou lijn 3 kruisen bij De Amicis maar in de jaren 70 van de twintigste eeuw werden de routes van beide lijnen herzien zodat het station bij het Piazza Sant'Agostino aan lijn 2 kwam te liggen, de bouw vond plaats tussen 1976 en 1983. Het betreft geen standaardontwerp maar een gestapeld station om te vermijden dat ten zuiden van het station de metro onder gebouwen door moest en hierdoor bovendien een conflictvrije aftakking naar het zuidwesten tot de mogelijkheden behoort. De bouw vormde tevens een experiment met gestapelde tunnels en stations die bij lijn 3, voor het deel door de binnenstad,  grootschalig zouden worden toegepast. In 2005 werd een nieuw tracé voor lijn 4 vastgesteld dat onder meer de zuidwest tak van de metro omvat zodat de aftakking in die richting van de baan is.    

## Ligging en inrichting

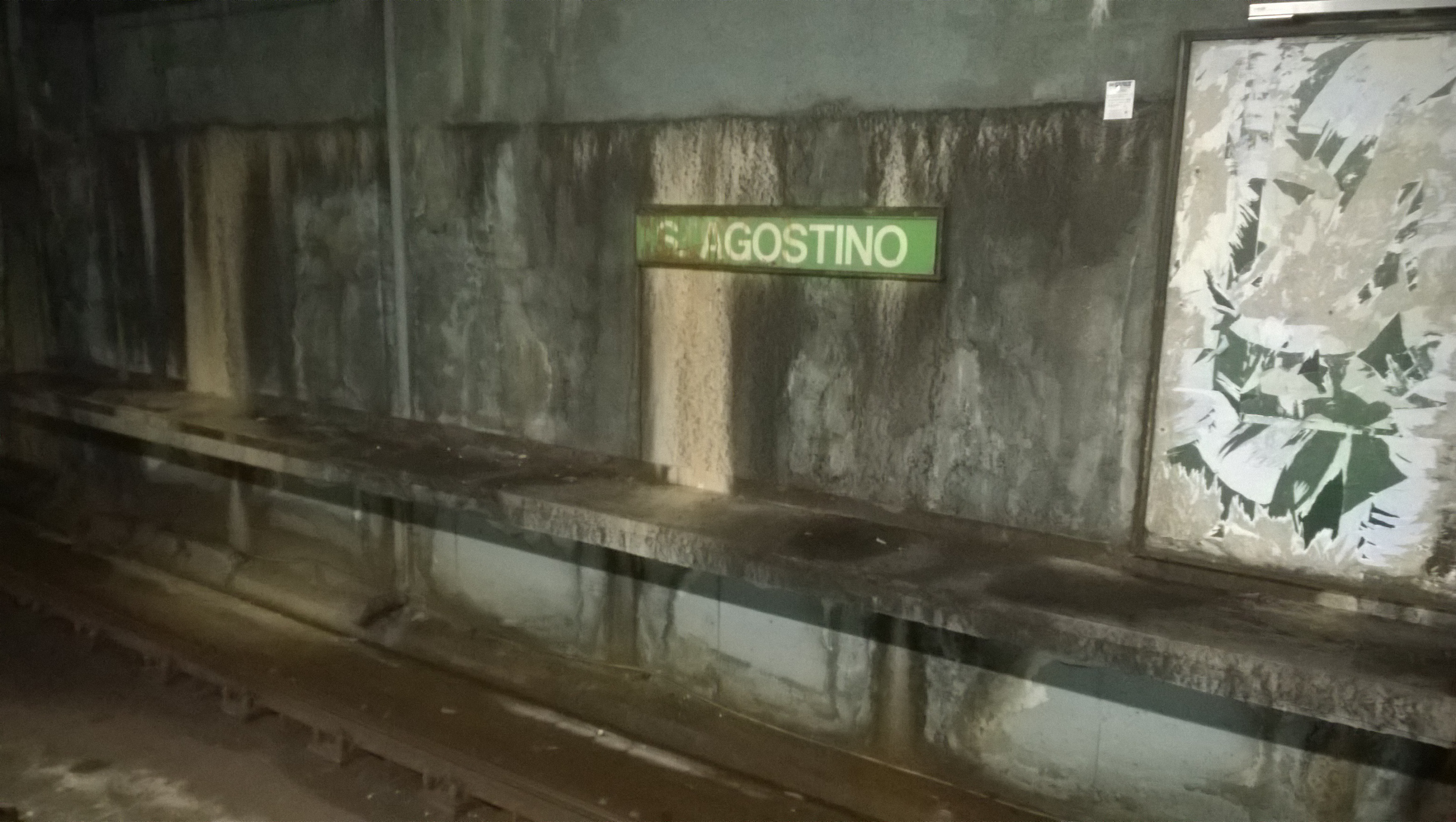
De lekkages langs het onderste spoor

Sant'Agostino is een van de diepst gelegen metrostations in Milaan en kampt met lekkages. Tijdens de aanleg eind jaren 70 lag het grondwater 50 meter diep, door de terugloop van grondwatergebruik door de industrie was het grondwater in 2010 gestegen tot 10 a 15 meter diepte. Hierdoor kwam het station in het grondwater te liggen en door de gebrekkige afdichting, die ten tijde van de bouw ook niet nodig was, kan water het station binnendringen. Daarom zijn er pompen geplaatst om het station droog te houden, de lekkages vormen vooralsnog geen gevaar voor de constructie van het station. 